# Wilhelm Keilhaus
Wilhelm Friedrich Keilhaus (* 11. Dezember 1898 in Hohenstein-Ernstthal; † 11. Januar 1977 in Karlsruhe) war ein deutscher Polizeibeamter und SS-Offizier, zuletzt SS-Brigadeführer und Generalmajor der Waffen-SS.

## Leben
Keilhaus war der Sohn eines Schneidermeisters. Nach dem Besuch der Gabelsbergerschule in Chemnitz absolvierte Keilhaus eine Ausbildung zum Koch. Nebenbei besuchte er ein Abendgymnasium, das er mit dem Abitur verließ. Am 15. Januar 1917 meldete sich Keilhaus als Freiwilliger bei Reserve-Infanterie-Regiment Nr. 99 zur Teilnahme am Ersten Weltkrieg. Vom 18. Januar 1917 bis zum Oktober 1918 nahm er mit dem Infanterie-Regiment „Lübeck“ (3. Hanseatisches) Nr. 162 als Stoßtruppführer aktiv am Krieg teil, in dem er am 25. Mai 1918 zum Gefreiten und am 18. September 1918 zum Unteroffizier befördert wurde. Ferner wurde er mit beiden Klassen des Eisernen Kreuzes sowie dem Verwundetenabzeichen in Schwarz ausgezeichnet.
Nach Kriegsende trat Keilhaus am 7. Juli 1919 in die Berliner Sicherheitspolizei ein, in der er zum 18. September 1919 zum Unterwachtmeister befördert wurde. Am 4. Oktober 1920 wechselte Keilhaus zur Schutzpolizei, in der er nacheinander zum Wachtmeister (1. Dezember 1921), Oberwachtmeister (1. Oktober 1925) und Hauptwachtmeister (1. April 1929) befördert wurde. Keilhaus heiratete am 2. Oktober 1926 Wilhelmina Nikutta (* 1. Februar 1899) und adoptierte deren Tochter aus erster Ehe (* 1919). Politisch tat Keilhaus sich in der Zeit der Weimarer Republik nicht weiter hervor, allerdings trat er am 1. April 1932 in die SA und zum 1. Dezember 1932 in die NSDAP ein (Mitgliedsnummer 1.399.935).
1933 trat Keilhaus in die Landespolizei über: Vom 1. März bis 17. Juli 1933 gehörte er dem Signalzug des Polizeibataillons Wecke an. Nach der Umbenennung der Einheit in Landespolizeigruppe Wecke (17. Juli 1933) und in „Landespolizeigruppe General Göring“ (17. Dezember 1933) behielt er diese Funktion weiterhin bei.
Am 1. April 1934 wurde Keilhaus von der Landespolizei im Rang eines SS-Sturmführers in die Leibstandarte SS Adolf Hitler übernommen (vgl. Dienstgradangleichung); gleichzeitig wurde er mit Wirkung vom 1. April in die SS aufgenommen (SS-Nummer 209.060). In den folgenden Monaten war er mit dem Aufbau der Nachrichteneinheiten der Leibstandarte betraut.
Im Frühsommer 1934 war Keilhaus an der gewaltsamen Durchführung der Röhm-Affäre beteiligt. Mit Wirkung zum 4. Juli 1934 wurde er zum SS-Obersturmführer befördert. Die Beförderung war eine von mindestens neun in den Tagen nach dem Röhm-Putsch von Heinrich Himmler persönlich ausgesprochenen Beförderungen.
Im Herbst 1942 wurde Keilhaus in das SS-Führungshauptamt kommandiert, wo er als Inspekteur der Nachrichtentruppen tätig war. Im Juli 1943 wurde Keilhaus zum Inspektor für das Nachrichtenwesen im Führungshauptamt der SS ernannt. Von August 1944 bis 1945 war er Chef des Fernmeldewesens für den Reichsminister Himmler.

Nach Kriegsende geriet Keilhaus in britische Kriegsgefangenschaft. Nach dem Aufenthalt in verschiedenen Kriegsgefangenenlagern, unter anderem im Lager Island Farm Special Camp 11, wurde er am 23. Oktober 1947 in das Internierungslager Neuengamme und im Jahr darauf in die Freiheit entlassen. Danach betätigte sich Keilhaus in Westdeutschland unter anderem als Berater für Fernmeldewesen.

## Persönlichkeit
In seiner SS-Führerpersonalakte werden Keilhaus in Beurteilungen Qualitäten wie „geistige Regsamkeit“, „klare Zielsetzung“ und ein „ausgeprägter Wille“ sowie überdurchschnittliche Bildung zugeschrieben. Im Sinne der Konstitutionspsychologie wurden ihm bei „leptosomem“ Körperbau die Attribute „schizothym“ und „zyklothym“ zugeschrieben. Mit einer Körpergröße von 1,69/1,70 Metern war er dabei für SS-Verhältnisse auffällig klein.

## Beförderungen
- 1. April 1934: SS-Untersturmführer
- 4. Juli 1934: SS-Obersturmführer
- 1. Januar 1935: SS-Hauptsturmführer
- 20. April 1940: SS-Sturmbannführer
- 20. April 1941: SS-Obersturmbannführer
- 1. September 1942: SS-Standartenführer
- 9. November 1943: SS-Oberführer
- 20. April 1944: SS-Brigadeführer und Generalmajor der Waffen-SS

## Auszeichnungen
- Eisernes Kreuz (1914) II. und I. Klasse
- Verwundetenabzeichen (1918) in Schwarz
- Spange zum Eisernen Kreuz II. und I. Klasse
- Kriegsverdienstkreuz (1939) II. und I. Klasse
- Deutsches Kreuz in Gold am 29. April 1942[3]
- Ehrendolch des RFSS am 2. Juli 1934
- Ehrendegen der SS
- Julleuchter am 16. Dezember 1935
- SS-Totenkopfring am 13. Mai 1936